# Erannis fuscosignata
Erannis fuscosignata là một loài bướm đêm trong họ Geometridae.